# مايكل روندا
مايكل روندا (مواليد 28 سبتمبر 1996) هو ممثل ومغني مكسيكي، عرف لدوه في مسلسل خارج السيطرة.

## وصلات خارجية
- مايكل روندا على موقع IMDb (الإنجليزية)
- مايكل روندا على موقع ألو سيني (الفرنسية)
- مايكل روندا على موقع ميوزك برينز (الإنجليزية)
- مايكل روندا على موقع قاعدة بيانات الفيلم (الإنجليزية)